# Paso Barreto
Paso Barreto es una ciudad y municipio del departamento de Concepción, Paraguay.La ciudad conocida como la "Cuna del Lazo" se encuentra ubicada a orillas del Río Aquidabán. 

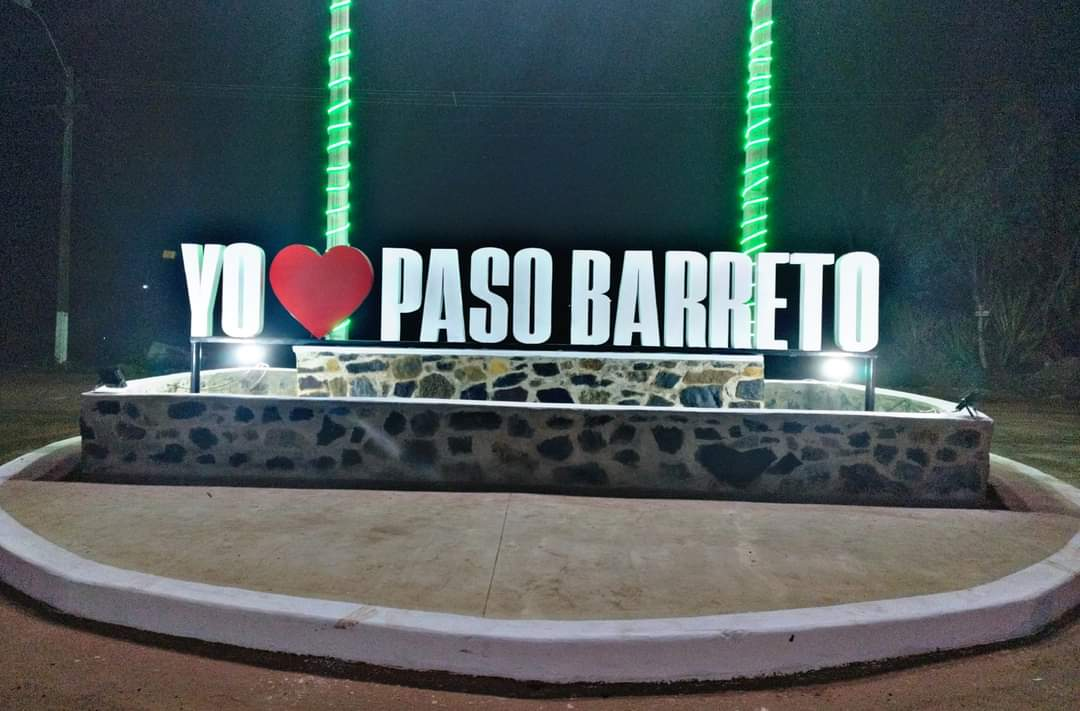

## Orígenes y Formación

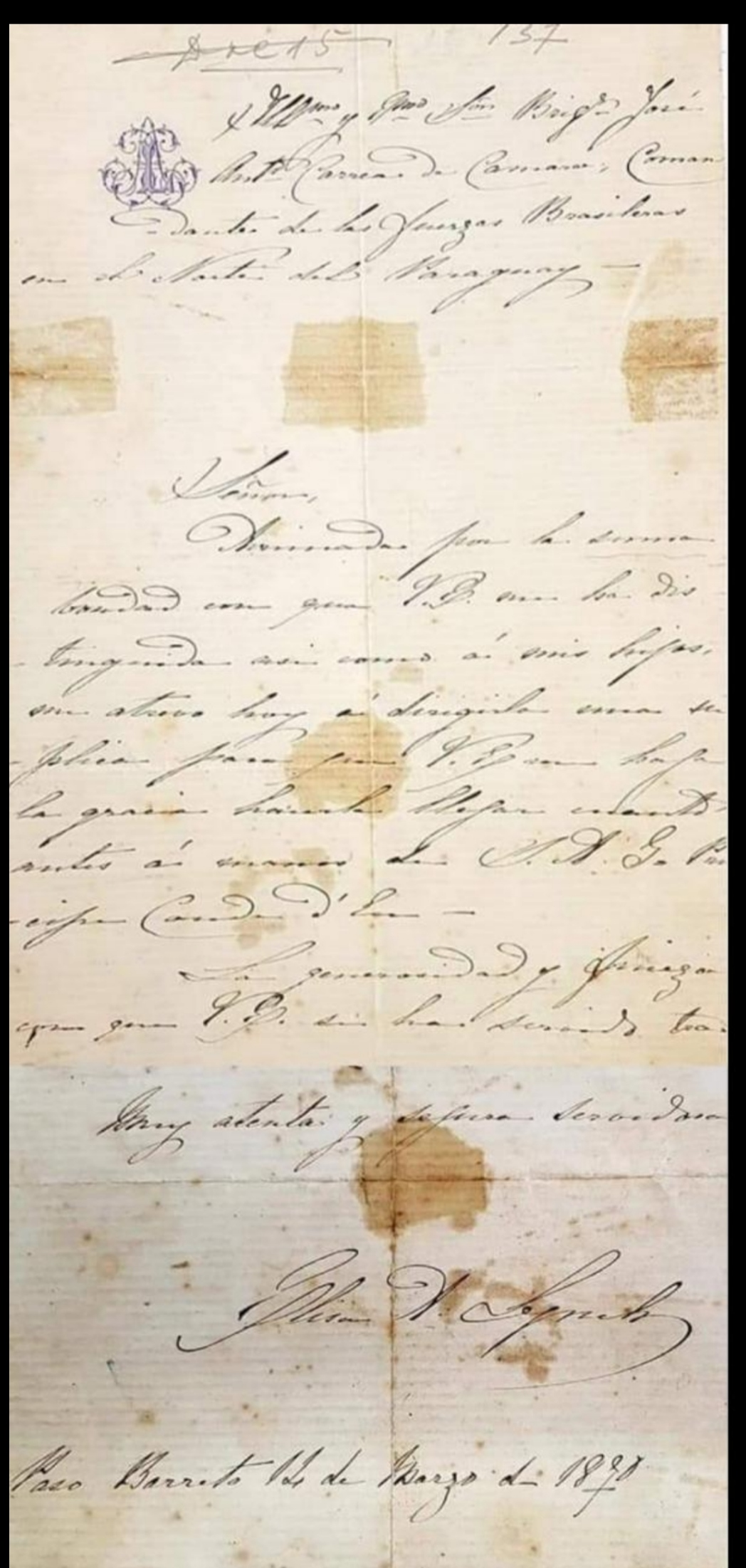
Carta de Madame Lynch escrita en Paso Barreto

Tras la fundación de la Villa Real de la Concepción, en 1794 se construyó el Fuerte de San Carlos del Apa, lo que impulsó la creación de distintos pasos sobre el río Aquidabán. Entre ellos surgió el Paso Barreto, cuyo nombre, según la socióloga Branislava Susnik, proviene de un antiguo propietario de estancia en la zona, de apellido Barreto, del mismo modo que otros pasos como Cueto, Cristaldo o Domínguez.
En esa época, la región comenzó a poblarse con las primeras estancias ganaderas, que marcaron la actividad económica inicial de la zona.
Durante la época del Dr. Francia en el año 1815 Paso Barreto fue establecido como uno de los 9 piquetes de guarnición militar para proteger el ganado y las poblaciones que se hallaban hacia el norte del río Aquidabán del ataque de los salvajes indios Mbayaes. 
Posteriormente, en 1842, el piquete fue reforzado bajo la presidencia de Carlos Antonio López, consolidando el papel estratégico del lugar en la defensa del norte del Paraguay.

#### Paso Barreto durante la Guerra dee Alianza
En 1870, el 13 de febrero, el ejército brasileño liderado por el General Cámara pasó por el lugar atravesando el río Aquidabán que se encontraba a nado, para la captura y muerte del Mariscal Francisco Solano López en Cerro Corá. En marzo del mismo año Elisa Alicia Lynch esposa del Mariscal fue mantenida como prisionera de guerra en Paso Barreto en dónde escribió una carta para pedir su libertad, lo cual consiguió.
Inmigración europea
Durante la posguerra se produjo una amplia disponibilidad de tierras en el país, lo que atrajo a inmigrantes de distintos países de Europa hacia diversas regiones del Paraguay, entre ellas, Paso Barreto. 
A finales del siglo XIX, varias familias procedentes de Italia y del entonces Imperio austrohúngaro se establecieron en la zona.
Desde Obed (Croacia) llegó Juan Guillermovich, quien fundó la estancia Tarumá. Lo acompañaron como administradores los hermanos Marco, Nicola y Antun Ruso. Posteriormente, en 1904, arribaron otros parientes lejanos: Nicola Niksich, Juro Miskinich y los hermanos Martín y Juan Lusich.
De la ciudad de Trento, Italia, se instaló en Paso Barreto el comerciante Antonio Salomón, quien abrió una tienda de productos varios a finales del siglo XIX, contribuyendo al desarrollo económico local.
La huella de esta inmigración europea sigue vigente hasta la actualidad en Paso Barreto, a través de familias como los Salomón y los Lusich, que aún forman parte activa de la comunidad.

### Distritación
El 31 de mayo de 2013 el entonces presidente de la república Federico Franco promulga la Ley N°4926 que crea el municipio de Paso Barreto, Departamento de Concepción (Paraguay) y una municipalidad con asiento en el pueblo de Paso Barreto.

## Festividades
- Gran desfile en conmemoración de la Paz del Chaco (12 de junio)
-Fiesta patronal Santo Domingo de Guzmán (8 de agosto)
-Aniversario de distritación (31 de mayo)
-Dia de la Virgen María Inmaculada Concepción (8 de diciembre)
-Dia de la Virgen María Auxiliadora (24 de mayo)

## Atractivos turísticos

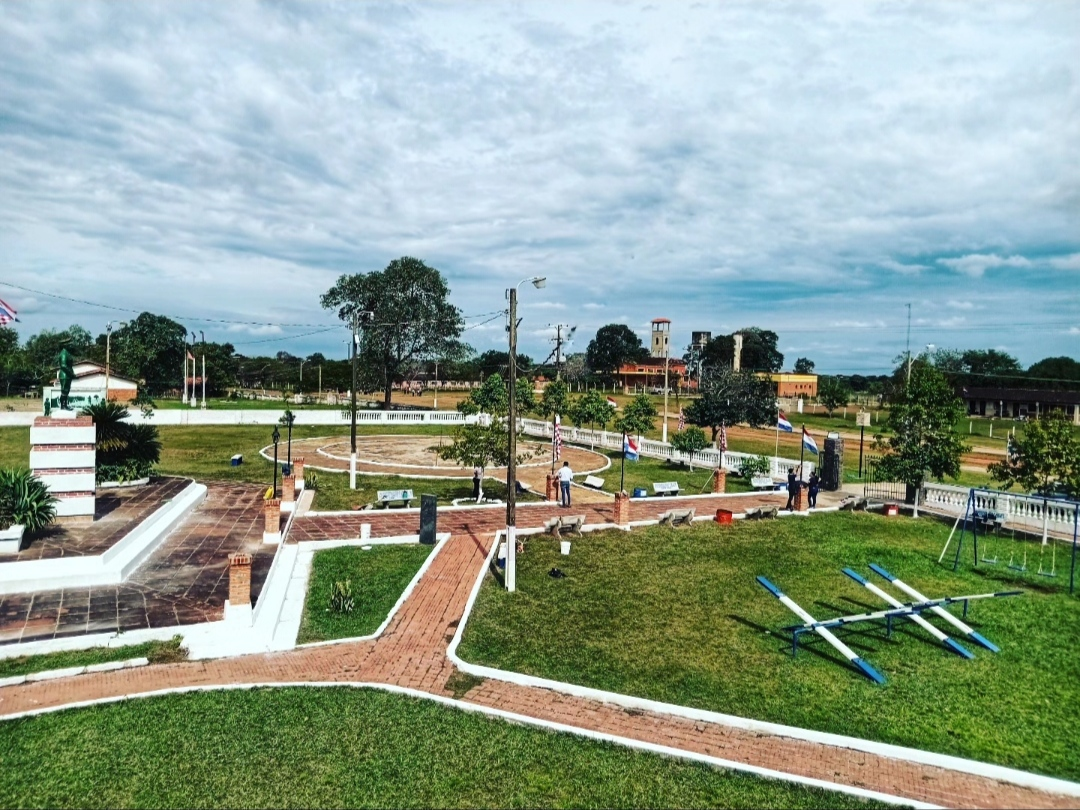
Plaza Mariscal Estigarribia

### Playa Municipal
Un lugar ideal en el norte del país para disfrutar de la naturaleza, del imponente rio Aquidabán, el verdor de su vegetación y las dunas de grandes extensiones de arena que lo rodean. El rio es uno de los mejores del país para la pesca.

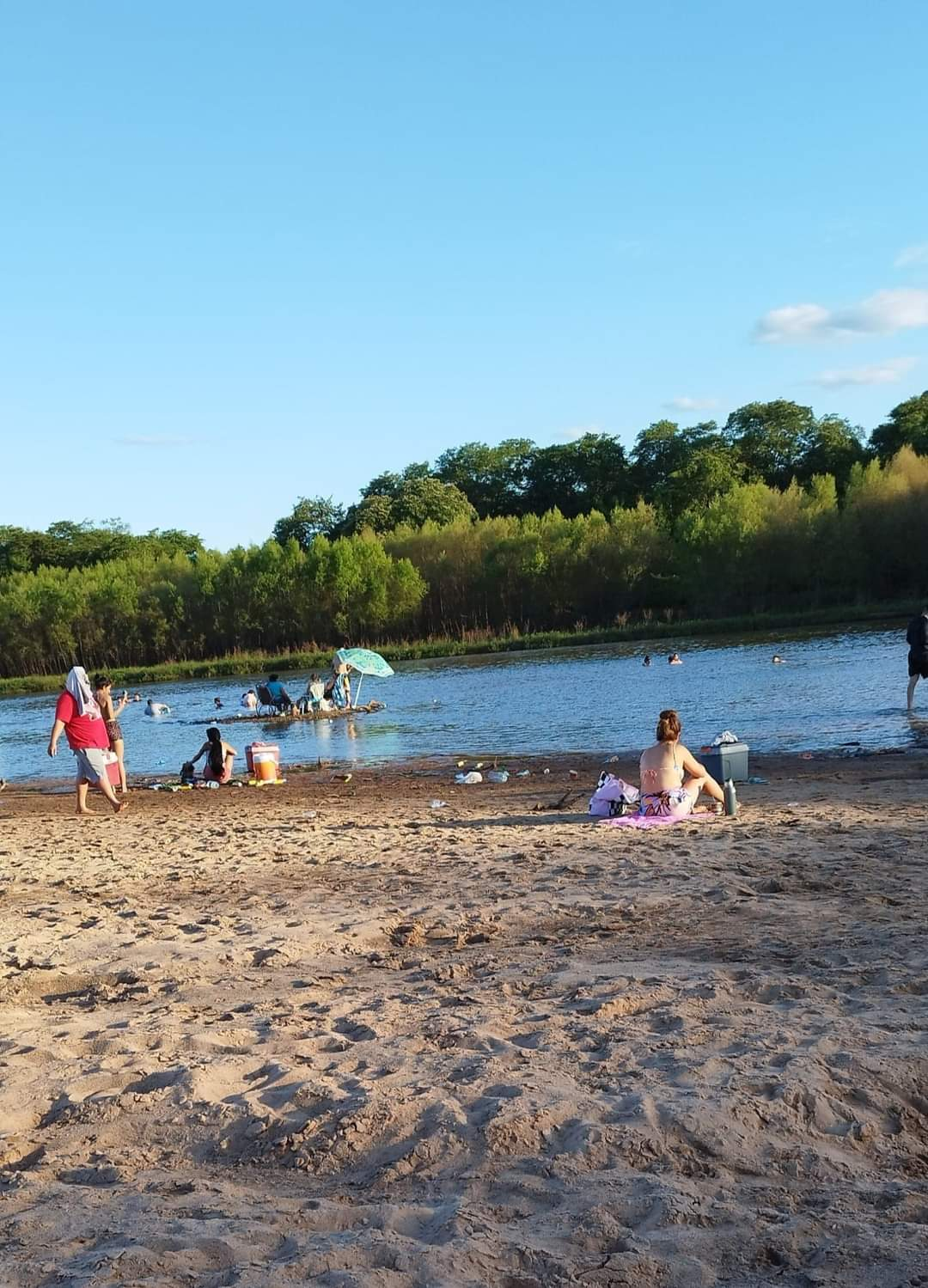

### Plaza Mariscal José Félix Estigarribia
Su construcción data de los años 70, está cercada por un muro arquitectónico de balaustres, lleva el nombre y una formidable estatua de uno de los máximos héroes del Paraguay conductor de la Guerra del Chaco quien trajo a su familia a vivir en Paso Barreto. En el lugar se puede observar un gran mural conmemorativo al Cincuentenario de la guerra, así como placas de homenaje al Mariscal y a los excombatientes de parte de distintas instituciones.
Constituye un importante punto cultural y social que cuenta con áreas de recreación para los niños (columpios, sube-bajas etc). Además de contar con un servicio de wifi gratuito.

### Vicaría Santo Domingo de Guzmán
Iglesia construida hace más de 50 años en homenaje al actual patrono del distrito ubicada en el punto más alto de Paso Barreto constituye una majestuosa obra que cuenta con retratos católicos, un campanario que sirve como mirador con una imponente vista de la ciudad, además de una gruta de la Virgen de Caacupé con una fuente de agua que día a día recibe a devotos y un salón multiusos.

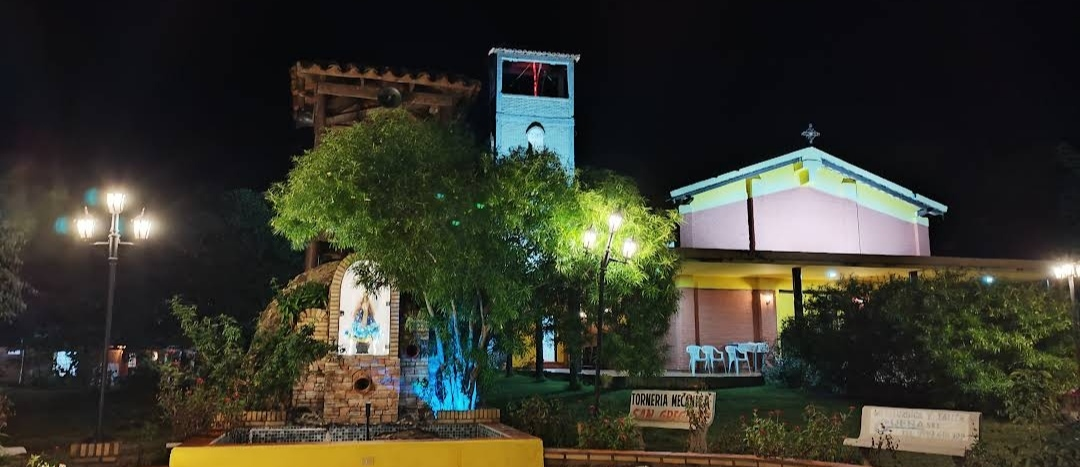
Iglesia Santo Domingo de Paso Barreto

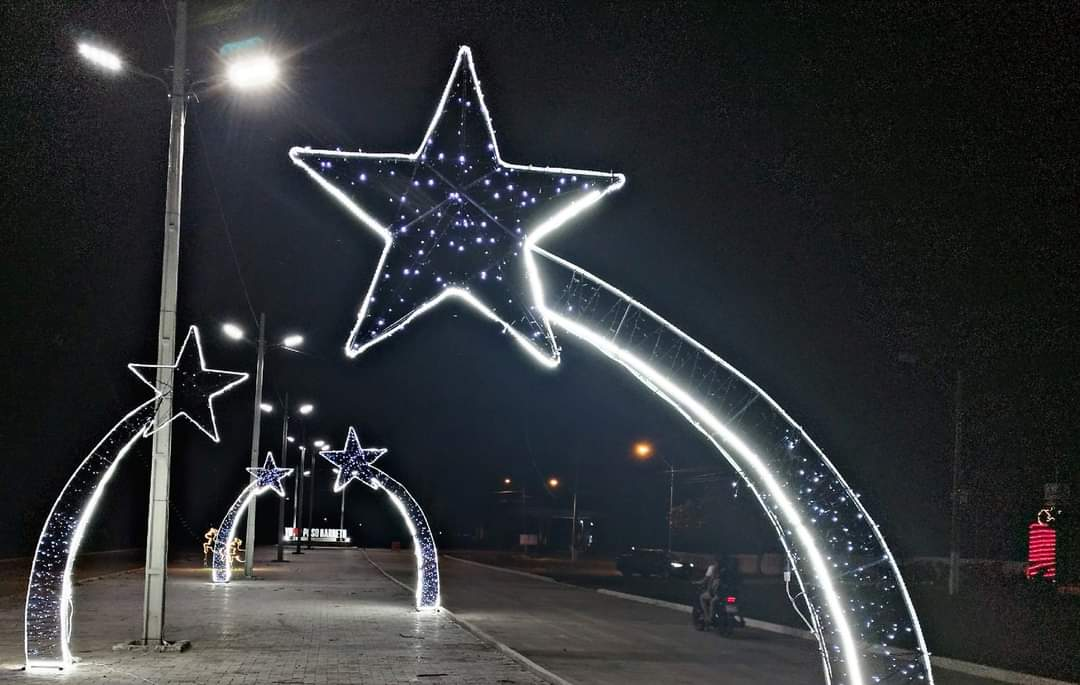
Nuevo Paseo Central de Paso Barreto